# Грегори, Тед
Теодо́р Э́нтони «Тед» Гре́гори (англ. Theodore Anthony «Ted» Gregory; род. 11 февраля 1965, Куинс, Нью-Йорк, США) — американский профессиональный футболист. Играл за команду НФЛ «Нью-Орлеан Сэйнтс» на позиции дефенсив тэкл в 1988 году. Член Зала спортивной славы AHEPA (1993).

## Биография
Родился в греческой семье.
Играл за футбольную команду Сиракузского университета.
Занял 8 место в списке «100 худших игроков НФЛ всех времён» по версии спортивного сайта Deadspin.